# Mignon Talbot
Mignon Talbot (16 d'agost de 1869 - 18 de juliol de 1950) fou una paleontòloga estatunidenca que es va dedicar a l'estudi de vertebrats i invertebrats. Va descobrir les úniques restes fòssils conegudes del dinosaure Podokesaurus holyokensis el 1910, situades a prop del Mount Holyoke College, i en va publicar una descripció científica el 1911. Va ser la primera dona a ingressar com a membre de la Paleontological Society.

## Biografia
Mignon Talbot va néixer el 16 d'agost de 1869 a Iowa City, Iowa. Va assistir a la Universitat Estatal d'Ohio, on va rebre el seu títol de pregrau, i va obtenir el seu doctorat a la Universitat Yale el 1904. Va començar a impartir classes de geologia i geografia al Mount Holyoke College el 1904 Va ser nomenada cap de departament de geologia en 1908 i cap dels departaments de geologia i geografia a partir de 1929. amb una dissertació sobre els crinoïdeus helderbergians de l'estat de Nova York.
Durant els seus trenta-un anys al Mount Holyoke College, va acumular una gran col·lecció de fòssils invertebrats i petjades i minerals triàsics. Malauradament, el museu es va cremar el 1917 i es van destruir gairebé tots els exemplars, inclòs un esquelet parcial existent de Podokesaurus. Es va retirar de l'ensenyament en 1935, però va continuar sent una apassionada de la paleontologia.

### Investigacions i troballes

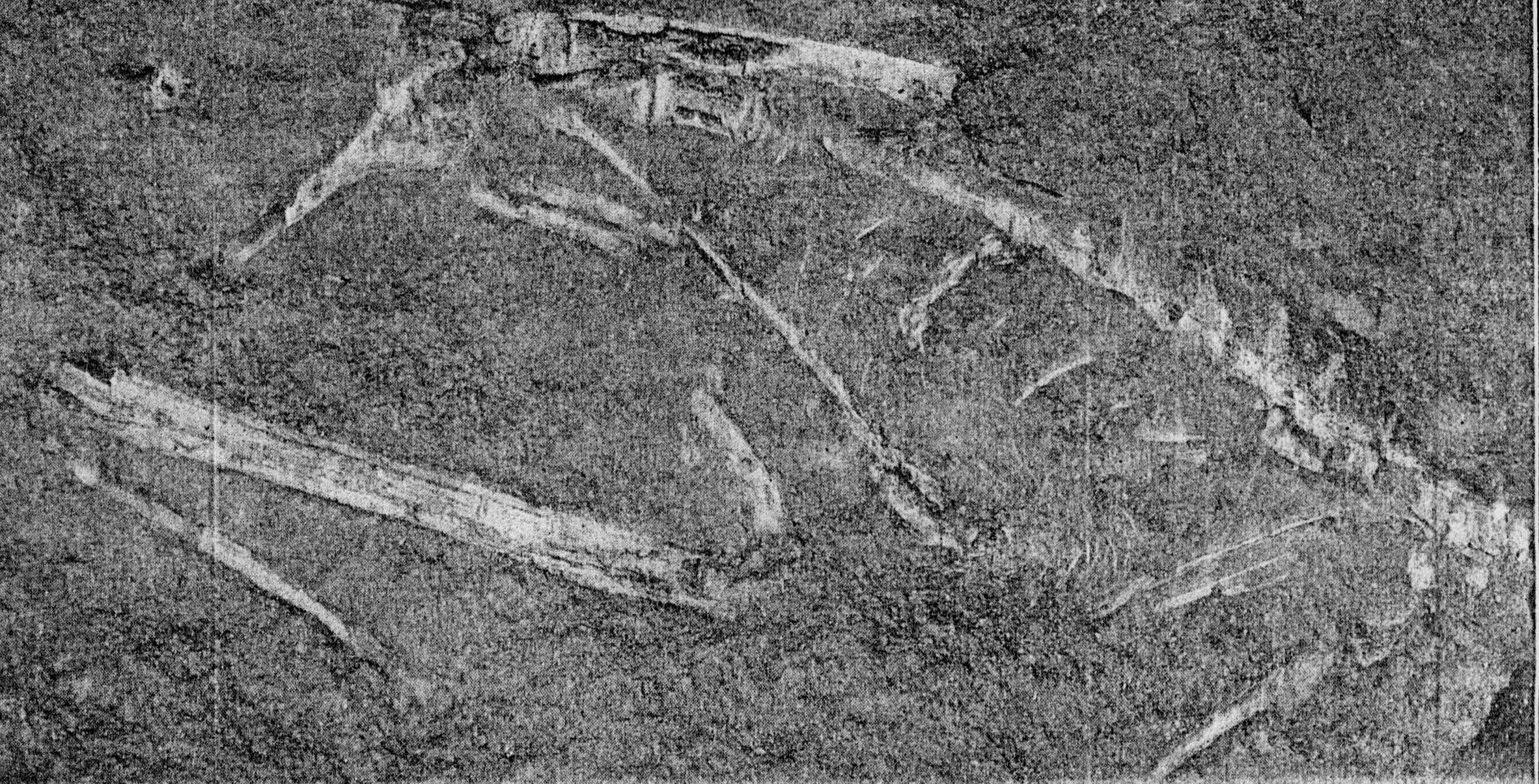
Fotografia de les restes fòssils del Podokesaurus holyokensis, feta per Mignon Talbot el 1911.

Talbot va ser la primera paleontòloga que va descobrir espontàniament els fòssils del dinosaure Podokesaurus holyokensis. Els fòssils es van trobar a prop de la universitat Mount Holyoke, on era professora. La ubicació era al costat del riu Connecticut, entre dos afloraments de muntanyes, en un llit de gres. Durant una reunió a la Societat Paleontològica el desembre de 1910, el dinosaure fou d'entrada etiquetat com a herbívor per Talbot. A mesura que continuava la seva investigació, també va identificar la criatura com a teròpode, juntament amb Richard Swann Lull, professor de la Universitat Yale. Friedrich von Huene, col·lega de Lull, va incloure el Podokesaurus holyokensis en una nova família basada en el gènere. Va ser descrit formalment per la mateixa Talbot al juny de 1911, la qual es va convertir en la primera dona a nomenar un dinosaure no aviari.
Moltes de les seves notes de recerca es consideren artefactes històrics. Les contribucions de Talbot a la geologia es van reproduir més tard en una col·lecció realitzada per diversos acadèmics, titulada Revision of the New York Helderbergian Crinoids.

## Vida personal
Nascuda en una classe mitjana-alta, amb el seu avi matern com a metge i el seu pare, superintendent d'una escola amb fills sords, va tenir l'oportunitat de cursar una formació postsecundària i continuar una carrera acadèmica. Tenia dos germans: la Dra. Ellen Bliss Talbot, catedràtica de filosofia a la mateixa universitat de Mignon, i Herbert S. Talbot. Al llarg dels seus anys universitaris, va ser membre de la fraternitat Kappa Kappa Gamma i de Phi Beta Kappa. Després de la seva reeixida carrera com a paleontòloga i professora, es va retirar a Stevens House, South Hadley.